# حصارها (فیلم)
حصارها (انگلیسی: Fences) فیلمی در ژانر درام به کارگردانی دنزل واشینگتن است که در سال ۲۰۱۶ منتشر شد. این فیلم اقتباسی است از نمایش‌نامه حصارها (۱۹۸۳) اثر آگوست ویلسون. از بازیگران آن می‌توان به دنزل واشینگتن،وایولا دیویس،استیون هندرسون، میکلتی ویلیامسون، و راسل هورنسبای اشاره کرد.

## داستان
در سال ۱۹۵۰ در پیتسبورگ، تروی مکسون (دنزل واشینگتن) با همسرش رز (وایولا دیویس) و پسرش کوری (جوان آدپو) زندگی می‌کند. تروی در کنار بهترین دوستش جیم بونو (استیون هندرسون) به شغل رفتگری مشغول است.
تروی برادر بزرگتر گابریل مکسون (میکلتی ویلیامسون) است. گابریل در جنگ جهانی دوم توسط تیری که به سرش اصابت کرده بوده دچار مشکل ذهنی است. به همین دلیل دولت به او ۳۰۰۰ دلار غرامت پرداخت می‌کند. تروی از این پول استفاده می‌کند تا برای خانواده‌اش یک خانه بخرد. گابریل از آنجا نقل مکان می‌کند ولی هنوز در همسایگی آنان است و از بچه‌های محل در عذاب است…

## جوایز
این فیلم در فوریهٔ ۲۰۱۷ نامزد دریافت چهار جایزه در هشتادونهمین مراسم اسکار برای بهترین فیلم، بهترین فیلمنامه اقتباسی، بهترین هنرپیشه مرد و بهترین هنرپیشه مکمل زن بود که از این میان وایولا دیویس توانست جایزهٔ بهترین هنرپیشه مکمل زن را از آن خود کند.